# Vidnoje
Vidnoje (rusky Ви́дное) je město v Moskevské oblasti v Ruské federaci. Při sčítání lidu v roce 2010 mělo přes šestapadesát tisíc obyvatel.

## Poloha a doprava
Vidnoje leží u jihovýchodní hranice Moskvy jen dva kilometry jižně od Moskevského dálničního okruhu.
Samotným městem prochází dálnice M4, která začíná u zmíněného dálničního okruhu a jižně od města Vidnoje pokračuje na jih kolem Domodědova (a letiště Moskva-Domodědovo) do Voroněže, Rostova na Donu a pak až do Novorossijska.

## Dějiny
V roce 1902 v oblasti začala výstavba dač. Trvalí obyvatelé začali být významnější složkou místních až po roce 1949, kdy byla dokončena stavba koksovny přerušená druhou světovou válkou. V roce 1965 se Vidnoje stalo městem.

### Rodáci
- Darja Čančíková (*1982), výtvarnice a ilustrátorka